# Rudnia (rejon kowelski)
Rudnia (ukr. Рудня) – wieś na Ukrainie, w obwodzie wołyńskim, w rejonie kowelskim.
Pod koniec XIX w. wieś w powiecie kowelskim, w gminie Maciejów.
Do 2020 w rejonie starowyżewskim.